# 錫雷特
錫雷特（羅馬尼亞語：Siret）是羅馬尼亞的城鎮，位於該國西部錫雷特河右岸，毗鄰與烏克蘭接壤的邊境，由蘇恰瓦縣負責管轄，面積43.40平方公里，海拔高度324米，2002年人口9,329。

## 外部連結
- （罗马尼亚文） Local Authority Website from Siret
- （罗马尼亚文） Unofficial Siret Website （页面存档备份，存于）